# Mario Paint
Mário Páint (яп. マリオペイント Марио Пэинто) — видеоигра, созданная Nintendo R&D1 и Intelligent Systems и выпущенная для платформы Super Nintendo Entertainment System 14 июля 1992 года в Японии, 1 августа 1992 года в Северной Америке и 10 декабря 1992 года в Европе. Вместе с игрой покупатель получал периферийное устройство — специальную мышь для SNES, а также коврик. Mario Paint входит в список 20 самых продаваемых игр для SNES.

## Игровой процесс
Mario Paint является не только программой для рисования — она позволяет также редактировать изображение на уровне пикселей. Пользователь мог создавать не только статичные изображения, но и добавлять простую анимацию, на которую затем можно было наложить музыку, написанную в специальном генераторе. Созданные изображения можно просматривать только на экране телевизора, хотя также предоставлялось руководство по переносу картинок на видеокассеты.
Согласно руководству, две части Mario Paint предназначены для ознакомления пользователя с мышью SNES: титульный экран, где пользователи могут щелкнуть по каждому тексту логотипа, чтобы появилось «сюрприз[ы]» и — мини-игра под названием Gnat Attack , в которой игрок ударил 100 насекомых, прежде чем сразиться с боссом по имени Король Ватинга (King Watinga). Мини-игра длится три уровня, и после их завершения игра начинается заново, когда враги набегают и атакуют с большей скоростью. Функции создания контента программы включают в себя чертежную доску, «Animation Land», функцию музыкальной композиции и книжку-раскраску. Коллажи могут быть сохранены в программе за один раз для загрузки при последующем использовании программного обеспечения или записаны на видеомагнитофон. В книжке-раскраске пользователь может раскрасить и отредактировать четыре готовых черно-белых рисунка, в том числе один с изображением Йоши и Марио, другой с изображением различных животных, поздравительной открыткой и подводной сценой.
На «чертежной доске» можно создавать оригинальные картины. Пользователь может выбирать из 15 цветов и 75 узоров. Выбрав один из этих цветов или палитр, пользователь может рисовать пером (маленьким, средним или большим) и аэрографом; закрасьте замкнутую область выбранной текстурой с помощью инструмента «кисть»; и создайте идеально прямые линии, прямоугольники и круги того же цвета или узора (либо полностью окрашенные, либо с контуром, либо с контуром из баллончика). Части рисунка можно копировать, вставлять и перемещать в другие области, вращать по вертикали и горизонтали или стирать с помощью перьев шести различных размеров. Целую картину можно стереть с помощью девяти уникальных визуальных эффектов. Animation Land предполагает использование этих инструментов для создания нескольких кадров и позволяет создавать четырёх-, шести- и/или девятикадровую анимацию; элементы одного кадра можно копировать в другие для создания плавной анимации. Если персонаж анимируется, блок анимации можно установить на заднем плане и перемещать по нему по «траектории», записанной с помощью мыши в функции «рычажок траектории».
В функциях анимации и рисования штампы могут быть добавлены к каждой картине и кадру, 120 из которых уже включены в программное обеспечение. Существует редактор штампов, который с помощью большой мозаичной сетки позволяет пользователю создавать новые штампы или редактировать существующие, используя те же 15 цветов для раздела чертежа, которые можно использовать в редакторе штампов. В «Базу данных личных штампов (Personal stamp database)» можно сохранить до 15 штампов, сделанных пользователем. Есть также текстовые марки, такие как английский, хирагана, катакана и кандзи символов, которые могут быть добавлены и изменены по размеру и цвету.
Инструмент для создания музыки позволяет пользователям писать пьесы в обычном или тройном ритме. Есть 15 образцов инструментов, которые обозначены различными значками, включая восемь мелодических звуков (фортепиано, представленное голосом Марио, звук колокольчика, представленный звездой власти, труба, представленная огненным цветком, Game Boy звук, представленный значком портативной консоли и др.), тремя звуками перкуссии, а также пять звуковых эффектов застежки-молнии Йоши, лая собаки, кошачьего мяуканья, хрюканья свиньи и икоты ребёнка. Иконки добавляются к скрипичному ключу, а ноты, которые могут быть добавлены, ограничены диапазоном от B ниже среднего C до высокого G. Кроме того, поскольку нельзя добавлять бемоль или диез, фрагменты ограничены для нот гаммы До мажор /Ля минор. Другие ограничения включают в себя составление только в четвертных нотах, максимальное число из трех нот на такте, а максимальное число мер, песня может длиться (для 4/4 песен, это 24 баров и для 3/4 песни, это 32). Пьесы, созданные с помощью инструмента композиции, можно воспроизводить в режимах анимации и раскраски.

## Признание и охват

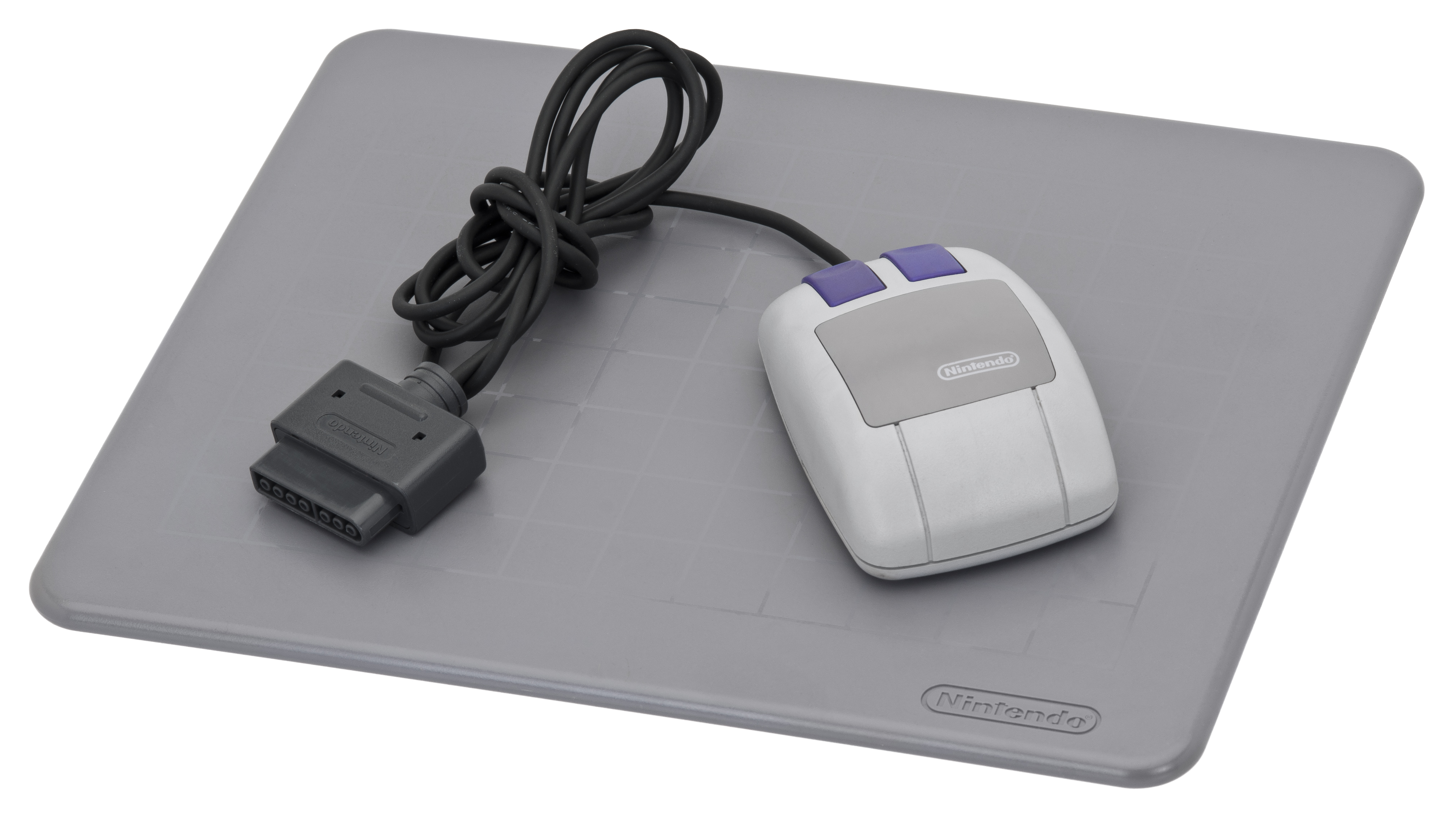
Мышь для SNES и коврик, поставлявшиеся вместе с игрой.

Mario Paint оказалась на 162-м месте в списке «200 лучших игр для SNES» по версии журнала Nintendo Power.
Первый мультфильм из серии Homestar Runner был анимирован с помощью Mario Paint (последующие мультфильмы были сделаны с помощью технологии Flash).

## Преемники
Сиквел Mario Paint под названием Mario Paint 64 была в разработке, а затем была выпущена в 1999 году как эксклюзивная для Японии игра Mario Artist: Paint Studio для Nintendo 64DD. Nintendo наняла совместного разработчика Software Creations, который описал оригинальную дизайнерскую идею игры 1995 года как «продолжение Mario Paint в 3D для N64». Paint Studio была описана IGN и Nintendo World Report, как «прямое продолжение» и «духовного преемника» Mario Paint. Точно так же в комплекте с системной мышью Paint Studio есть мини-игры, такие как игра с ударами мух, напоминающая игру в Mario Paint.
На Nintendo 64 также планировалось создать игру Mario Paint 3D, однако игра не была выпущена. Согласно Сигэру Миямото, голова Марио на титульном экране Super Mario 64 была взята из прототипа Mario Paint 3D.